# Marca d'Ístria
El marcgraviat, marca o marquesat d'Ístria va ser originalment una marca fronterera carolíngia que abastava la península d'Ístria i el territori circumdant conquistat pel fill de Carlemany, Pipí d'Itàlia el 789. Després de 1364 fou el nom de les províncies d'Ístria de la monarquia dels Habsburg, l'Imperi Austríac i Àustria-Hongria.

## Història
La zona d'assentament de les antigues tribus dels histri havia estat conquistada per la república romana el 178 aC i mantinguda per l'Imperi Romà; va formar part de la regió nord-est de Venetia et Histria a Itàlia, província imperial en temps d'August. Després de la decadència de l'Imperi Romà, la regió va passar als gots però fou reconquerida pels romans d'Orient; els longobards sota Alboí, rei d'Itàlia des de 568 en endavant, va conquistar la regió de Veneto, on van establir el ducat de Friül com a part del regne d'Itàlia, però la península d'Ístria va romandre principalment sota domini romà d'Orient (Imperi Romà d'Orient), mentre que les tribus eslaves del sud (croats i eslovens) es van establir a l'est i al nord.
Astolf, rei dels llombards des 749, van atacar la resta de territoris romans d'Orient a Itàlia (com Ístria) i fins i tot va amenaçar al papat de Roma, nominalment dels romans d'Orient. Com el Papa Zacaries I no esperava cap ajuda de Constantinoble, va forjar una aliança amb Pipí el Breu, el poderós majordom de palau dels francs a l'altre costat dels Alps, a qui va legitimar com a rei dels francs (va usurpar la corona als merovingis). El 755, Pipí va envair Itàlia i va obligar a Astolf a acceptar una mena de protectorat franc. Carlemany fill de Pipí, el 773-774 va incorporar finalment el regne d'Itàlia a l'Imperi Carolingi.

## Marca Carolíngia
Carlemany al principi va adjunta la península d'Ístria al ducat llombard de Friuli, que formava part del Regne d'Itàlia sota el carolingi Pipí. el seu fill. Encara que oficialment Friül fou un ducat, de facto va ser una marca amb una dignitat ducal en la qual el duc era mer titular, i des 776 es tractava de persones nomenades per l'emperador, i generalment francs.
Una marca d'Ístria va aparèixer per primera vegada després de la mort del duc Eric de Friül en el setge de Trsat del 799 a la frontera dels francs amb el litoral de Croàcia. Ístria va ser un feu dels francs donat al comte Hunfrid, que (sembla que al mateix temps) va portar el títol de Dux Foroiulanus. La marca original carolingi s'estenia des dels Alps Julians i l'altiplà de Kras fins al golf de Kvarner. Va ser una de les tres marques, juntament amb Friül i Carantània, encarregades de la vigilància de la frontera d'Itàlia enfront successivament dels àvars, eslaus i magiars. Hunfrid, que va governar a Friül fins vers el 808, va donar pas a Ístria a un "dux" de nom Joan, nominalment seguint lleis romanes d'Orient, però en realitat com un vassall franc. La regió tenia llavors nou ciutats, sent Trieste la principal entre elles.
Després que el rei Pipí d'Itàlia havia fet diversos intents per conquerir Venècia, a la costa adriàtica, el 812 el seu pare l'emperador Carlemany en virtut del Tractat d'Aix-la-Chapelle finalment va reconèixer el control formal romà d'Orient sobre la ciutat juntament amb Ístria, almenys en la seva costa occidental. Després d'això, va caure en l'oblit, però potser mai els romans d'Orient van aconseguir restablir el seu govern en els territoris retornats, si és que els van tornar efectivament. Les parts restants d'Ístria van ser probablement amb el temps integrades finalment al ducat carolingi de Friül.
Quan després de la deposició de l'últim duc de Friül, Baldric, l'emperador Lluís el Pietós el 829 en la Dieta de Worms va dividir el ducat en quatre comtats. Uns anys després es va crear la marca de Friül, la qual, junt amb Ístria, va ser governat des Aquileia pel marcgravi Eberard i els seus descendents els Unròquides. Es va convertir en part de Frància Oriental després del tractat de Verdun del 843, i va ser assignat al Regne d'Itàlia de l'emperador Lluís II el 855. El marcgravi Berenguer de Friül fins i tot va succeir a Carles el Gros com a rei d'Itàlia el 888.

## Marca Imperial
Després que el rei alemany Otó I del Sacre Imperi Romano-Germànic va fer campanya al nord d'Itàlia contra Berenguer II net de Berenguer de Friül, el 952 va fusionar la marca de Friül dins una nova marca més gran anomenada marca de Verona, la qual es va concedir al seu germà el duc Enric I de Baviera, que ja controlava les marques de Caríntia i de Carniola. Després de la deposició del fill i successor d'Enric, Enric II de Baviera el Vaquer, l'any 976, l'emperador Otó II va separar Caríntia de Baviera com a ducat de dret propi, governada pel duc Enric el Jove, al que també es va donar domini sobre les marxes del sud-est de Baviera, incloent Verona, Ístria, Carniola i Estíria.
Apareixen comtes d'Ístria a finals del segle x, però Ístria juntament amb la marca de Carniola va ser separada del ducat de Caríntia el 1040, quan tots dos van ser atorgats al turíngi Poppó comte de Weimar, hereu pel seu matrimoni de l'últim marcgravi de Friül/Verona conegut, Weriand. El marcgraviat de Carniola a poc a poc va adquirir els territoris del nord-est de la península, mentre que la costa oest i el sud va ser ocupada a poc a poc per la República de Venècia. El rei alemany Enric IV va assignar la resta de la marca al Patriarcat d'Aquileia, amb el títol de marquès o marcgravi i una part els territoris d'Ístria, però que de fet van ser retinguts per Carniola. El 1173 l'emperador Frederic Barba-roja dels Hohenstaufen va infeudar a la noble casa bavaresa d'Andechs, que va agregar els territoris d'Ístria al seu ducat de Merània. Aquileia va recuperar Ístria en 1209, quan els marcgravis d'Andechs foren condemnats i expropiats acusats de participar suposadament a l'assassinat del rei alemany Felip de Suàbia, fill de Frederic Barba-roja.
A mitjan segle la major part de la costa d'Ístria, havia estat conquerida per Venècia. Els patriarques havien cessat de nomenar marcgravis i havien donat el control dels territoris restants de l'interior de la península als seus funcionaris o vogt, els comtes de Gorz. Els territoris de Gorz van ser finalment adquirides pels arxiducs Habsburg d'Àustria el 1374, que des 1335 ja tenien la Carniola. També el 1382 van obtenir el control de la ciutat de Trieste.
Després que el territori secular dels patriarques de Aquilea fou completament conquerit per Venècia el 1420, la majoria d'Ístria va pertànyer a La Sereníssima República. La casa austríaca dels Habsburg, només representaven un petit territori a l'interior de la península al voltant de Pazin (Mitterburg), que s'administra a partir del seu ducat de Carniola. Els governants Habsburg, però va afegir el títol de "Marcgravi d'Ístria" als seus altres títols, persistint fins a la dissolució de la monarquia austrohongaresa el 1918.
L'Ístria veneciana va caure en mans de la monarquia dels Habsburg segons el Tractat de Campo Formio de 1797; va ser capturada per Napoleó el 1805 i per la Pau de Presburg integrada com a part del Regne d'Itàlia i de les províncies d'Il·líria; amb el Regne d'Il·líria (les antigues províncies) tota Ístria va ser assignada finalment a l'Imperi Austríac pel Congrés de Viena del 1815.
Després de la partició del regne d'Iliria el 1849, el marcgraviat d'Ístria es va convertir en una subdivisió de la Terra Litoral de la corona austríaca. Va rebre una considerable autonomia amb l'establiment de la Dieta d'Ístria a Poreč per patent imperial del 1861.

## Llista de marquesos
Marca carolíngia
- Hunfrid, vers 799-804, també duc de Friül 799-808
- Joan d'Ístria, vers 804-812 ("duc")

Marcgraviat imperial
Dinastia de comtes de Weimar
- Poppó I, 1012–1044, també marcgravi de Carniola des de 1040
- Ulric I, 1044–1070, fill, també marcgravi de Carniola
- Poppó II, 1070-1077, fill, també marcgravi de Carniola
- Enric I, 1077–1090

Dinastia de Sponheim
- Engelbert I, 1090–1096
- Burcard, 1093-1101 (nominal)

Dinastia de comtes de Weimar
- Poppó II, 1096-1098, fill, també marcgravi de Carniola
- Ulric II, 1098–1107, germà, també marcgravi de Carniola

Dinastia de Sponheim
- Engelbert II, 1107–1124, fill d'Engelbert I, també marcgravi de Carniola i duc de Caríntia des de 1124
- Engelbert III, 1124–1173, fill, també marcgravi de Carniola

Dinastia d'Andechs
- Bertold I, 1173-1188, també marcgravi de Carniola
- Bertold II, 1188–1204, fill, també marcgravi de Carniola, Duc de Merània (com a Bertold IV) des de 1183
- Enric II, 1204–1228, fill, també marcgravi de Carniola
- Otó I, 1228–1234, germà, també marcgravi de Carniola, duc de Merània des de 1204, comte palatí de Borgonya des de 1211 (com Otó II de)
- Otó II, 1234–1248, fill, també marcgravi de Carniola, duc de Merània i comte palatí de Borgonya (com Otó III).